# 古川市
古川市（ふるかわし）は、宮城県北部、大崎平野の中心に位置していた市である。
1950年（昭和25年）に市制施行し、2006年（平成18年）の市町村合併により大崎市となったため廃止した。旧市域は大崎市の中心となっている。
本項では、市制前の名称である古川町（ふるかわまち）についても述べる。

## 地理
宮城県北部、大崎平野に位置し、平坦な地形である。
- 河川：江合川、鳴瀬川、緒絶川、多田川、渋井川
- 湖沼：化女沼

## 沿革
- 1889年（明治22年）4月1日 - 町制施行により、志田郡稲葉村・大柿村・中里村・古川村の区域をもって古川町が発足。
- 1950年（昭和25年）
  - 12月15日 - 志田郡荒雄村・志田村・栗原郡宮沢村を編入、市制施行して古川市となる[1]。
  - 12月16日 - 玉造郡東大崎村・遠田郡富永村・栗原郡長岡村を編入。
- 1954年（昭和29年）
  - 8月1日 - 志田郡敷玉村の大部分（石森・大幡・境野宮・楡木・下中目・宮内・師山）を編入（残部は小牛田町へ編入）。
  - 10月1日 - 志田郡高倉村・栗原郡清滝村を編入。
- 1955年（昭和30年）
  - 4月1日 - 玉造郡岩出山町南沢のうち、字氷室・東向・西向・海道上を編入。
  - 4月14日 - 小山田字西表・西裏・荻生田を高清水町に編入。
  - 7月10日 - 新沼地区を三本木町に編入。
- 1956年（昭和31年）1月1日 - 小牛田町北浦沖四区（深沼・鶴ヶ埣・桑針・谷地中）を編入。
- 1957年（昭和32年）4月1日 - 岩出山町南沢字大久保の一部を編入。
- 1994年（平成6年）9月13日 - 地方拠点都市に指定される。
- 2006年（平成18年）3月31日 - 志田郡鹿島台町・三本木町・松山町・玉造郡岩出山町・鳴子町・遠田郡田尻町と合併し、大崎市が発足。同日古川市廃止。

## 行政

### 歴代首長
古川町長
| 代 | 氏名         | 就任日                    | 退任日                     | 備考 |
| -- | ------------ | ------------------------- | -------------------------- | ---- |
| 1  | 清野盛       | 1889年（明治22年）4月23日 | 1893年（明治26年）4月22日  |      |
| 2  | 平野実三郎   | 1893年（明治26年）8月9日  | 1898年（明治31年）8月11日  |      |
| 3  | 佐々木吉四郎 | 1898年（明治31年）9月1日  | 1898年（明治31年）11月30日 |      |
| 4  | 吉野年蔵     | 1899年（明治32年）3月7日  | 1903年（明治36年）3月6日   |      |
| 5  | 佐々木文治   | 1903年（明治36年）4月2日  | 1923年（大正12年）4月7日   |      |
| 6  | 佐々木稜治   | 1923年（大正12年）4月11日 | 1931年（昭和6年）4月10日   |      |
| 7  | 佐々木君五郎 | 1931年（昭和6年）4月15日  | 1935年（昭和10年）4月14日  |      |
| 8  | 菊地留治     | 1935年（昭和10年）3月28日 | 1936年（昭和11年）7月3日   |      |
| 9  | 佐々木四郎   | 1936年（昭和11年）7月20日 | 1936年（昭和11年）12月30日 |      |
| 10 | 鈴木甚吉     | 1937年（昭和12年）2月24日 | 1944年（昭和19年）3月16日  |      |
| 11 | 菊地専太郎   | 1944年（昭和19年）4月1日  | 1946年（昭和21年）12月8日  |      |
| 12 | 佐々木稜治   | 1946年（昭和21年）12月8日 | 1950年（昭和25年）12月14日 | 再任 |

古川市長
特記なき場合『日本の歴代市長：市制施行百年の歩み』などによる。
| 代 | 氏名       | 就任日                     | 退任日                    | 備考         |
| -- | ---------- | -------------------------- | ------------------------- | ------------ |
| 1  | 佐々木稜治 | 1950年（昭和25年）12月15日 | 1951年（昭和26年）4月4日  | 旧古川町長   |
| 2  | 三浦篤     | 1951年（昭和26年）4月23日  | 1955年（昭和30年）4月22日 |              |
| 3  | 佐々木稜治 | 1955年（昭和30年）4月30日  | 1956年（昭和31年）2月22日 | 在任中に死去 |
| 4  | 三浦篤     | 1956年（昭和31年）3月23日  | 1964年（昭和39年）3月22日 |              |
| 5  | 森谷菊治郎 | 1964年（昭和39年）3月23日  | 1972年（昭和47年）3月22日 |              |
| 6  | 三上馨一   | 1972年（昭和47年）3月23日  | 1976年（昭和51年）3月22日 |              |
| 7  | 大衡照夫   | 1976年（昭和51年）3月23日  | 1988年（昭和63年）3月22日 |              |
| 8  | 千坂侃雄   | 1988年（昭和63年）3月23日  | 1992年（平成4年）3月22日  |              |
| 9  | 中川俊一   | 1992年（平成4年）3月23日   | 2000年（平成12年）3月22日 |              |
| 10 | 佐々木謙次 | 2000年（平成12年）3月23日  | 2006年（平成18年）3月30日 | 廃止         |

## 経済
宮城県北部の中枢都市として、企業の支店・営業所が数多く立地し、小売店舗の数も多かった。晩年は、郊外型の大型店舗と住宅地開発が進み、消費生活圏の中心が郊外に移行、中心部の商店街の衰退（従来の商店やJR古川駅前のサティの閉店等）が進んだ。
指定金融機関は、当初は德陽シティ銀行（旧・德陽相互銀行）であったが、同行の経営破綻に伴い、指定金融機関は七十七銀行、店舗は宮城第一信用金庫（旧・古川駅前支店を譲受し、同信金の古川支店となった）、預金等は仙台銀行・仙台信用金庫（現・杜の都信用金庫）・宮城第一信用金庫へそれぞれ変更となった。なお、合併後の大崎市の指定金融機関は、七十七銀行となった。

## 産業
農業が盛んであり、『ササニシキ』、『ひとめぼれ』、『まなむすめ』などの米品種を誕生させた古川農業試験場でも知られた。
以下は各種産業の統計である。なお、一部の数値は四捨五入されている。
- 第一次産業比率（2000年10月）：8.3%
- 第二次産業比率（2000年10月）：31.2%
- 第三次産業比率（2000年10月）：59.7%
- 事業者数（2001年10月）：3,907ヶ所
- 従業者数（2001年10月）：36,827人
- 農業産出額（2002年）：88.7億円
- 製造品出荷額（2002年）：1,356億円

## 姉妹都市・提携都市
- 台東区（東京都）
- ミドルタウン市（アメリカ合衆国オハイオ州）

## 医療
- 古川市立病院（現在の大崎市民病院）
- 病院・一般診療所数（2003年10月）：62ヶ所
- 医師数（2002年12月）：171人

## 教育

### 短期大学
- 宮城誠真短期大学
古川市では宮城大学の食品系学部の誘致を行っていたが、その後、2005年に食産業学部が仙台市太白区旗立の宮城県農業短期大学跡地に設置された太白キャンパスに新設された。

### 専修学校
- 宮城県農業実践大学校（専修学校専門課程、農業者研修教育施設）

### 高等学校
- 宮城県古川高等学校
- 宮城県古川黎明高等学校 - 中高併設校（旧・宮城県古川女子高等学校）
- 宮城県古川工業高等学校
- 古川学園高等学校 - 中高併設校（旧・古川商業高等学校）
- 大崎中央高等学校

### 中学校
- 古川黎明中学校 - 中高併設校
- 古川市立古川中学校
- 古川市立古川東中学校
- 古川市立古川北中学校
- 古川市立古川西中学校
- 古川市立古川南中学校
- 古川学園中学校 - 中高併設校

### 小学校
- 古川市立古川第一小学校
文部科学省が2003年（平成15年）度に指定された「学力向上フロンティアスクール」である[3]。
- 古川市立古川第二小学校
- 古川市立古川第三小学校
- 古川市立古川第四小学校
- 古川市立古川第五小学校
- 古川市立志田小学校

- 古川市立西古川小学校
- 古川市立敷玉小学校
- 古川市立清滝小学校
- 古川市立高倉小学校
- 古川市立富永小学校
- 古川市立長岡小学校
- 古川市立東大崎小学校
- 古川市立宮沢小学校

### 特別支援学校
- 宮城県立古川支援学校

## 交通

### 鉄道
- 東日本旅客鉄道（JR東日本）
  - 東北新幹線：古川駅
  - 陸羽東線（奥の細道湯けむりライン）：古川駅 - 塚目駅 - 西古川駅 - 東大崎駅

### 道路
- 高速道路
  - 東北自動車道：古川IC - 長者原SA
- 一般国道
  - 国道4号
  - 国道47号
  - 国道108号
  - 国道347号
- 都道府県道
  - 宮城県道1号古川佐沼線
  - 宮城県道15号古川登米線
  - 宮城県道32号古川松山線
  - 宮城県道59号古川一迫線
  - 宮城県道146号小牛田松島線
  - 宮城県道152号涌谷三本木線
  - 宮城県道157号中新田三本木線
  - 宮城県道158号坂本古川線
  - 宮城県道162号西古川停車場下狼塚線
  - 宮城県道163号西古川停車場清水線
  - 宮城県道165号古川岩出山線
  - 宮城県道166号岩出山上蝦沢線
  - 宮城県道266号化女沼公園線

## 名所・旧跡・観光スポット・祭事・催事

### 記念館・ギャラリー
- 吉野作造記念館
- 古川市ササニシキ資料館
- 古川市リサイクルデザイン工房
- 古川市民ギャラリー緒絶の館
- 大崎生涯学習センター（パレットおおさき）

### 寺社・名所・旧跡
- 正一位 斗瑩稲荷神社（千葉周作生い立ちの地）
- 瑞川寺山門（市指定文化財）
- 八坂神社
- 安国寺・木造阿弥陀如来座像（県指定文化財）
- 氷室薬師
- 小野小町の墓
- 宮沢遺跡

### 自然・公園
- 化女沼
- 緒絶橋・緒絶川
- 清滝不動の滝
- 長久寺マルミガヤ（県指定天然記念物）
- 化女沼・古代の里
- 羽黒山公園
- 荒雄公園

### 定期市・祭り
- 古川八百屋市
- 古川まつり
- 古かわ里の秋まつり
- 米倉鹿嶋神社献饌行事

## 古川市ゆかりの著名人
- 大崎教兼
- 大崎義兼
- 大崎高兼
- 大崎義直
- 黒川晴氏
- 三春重雄
- 大山のぶ代（母の実家があり、戦時中に疎開）